# Kapiri Mposhi
Kapiri Mposhi è un ward dello Zambia, parte della Provincia Centrale e capoluogo del distretto omonimo.
Si trova a nord di Lusaka, sulla Great North Road. È uno snodo ferroviario di rilievo, essendo collegata a Kitwe, Lusaka e Livingstone (dalla ferrovia Zambia Railways) e a Dar es Salaam (dalla ferrovia TAZARA).